# お父さんは心配症
『お父さんは心配症』（おとうさんはしんぱいしょう）は、岡田あーみんによる日本の漫画作品。集英社の漫画雑誌『りぼん』にて1983年5月号に読み切りが掲載後、1984年11月号から1988年11月号まで連載されていた。コミックス全6巻、文庫版全4巻。1994年4月から5月には、テレビ朝日系列にて朝日放送、国際放映製作の連続テレビドラマとして放送された。
なお、「お父さんは心配症」であって「お父さんは心配性」ではない。

## 概要
本作は新人漫画賞に投稿された作品だが、「ストーリーのテンポ」「キャラクター設定のよさ」から審査員から絶賛を受け、第162回りぼんNEW漫画スクール「準りぼん賞」を受賞。それと同時に、りぼん本誌に掲載が決定している。短編として掲載後、連載となった。
こっそり娘の愛読誌を読む父親からも支持を得ていたという本作は、文庫版が全4巻として発売されており、巻末に作家本人のコメントが収載されている。
なお、「ちびまる子ちゃん」との合作を果たした回もある（『ちびまる子ちゃん』単行本第二巻収録）。この回では岡田あーみんとさくらももことの合作中のエピソードも挿入されている。また「こいつら100%伝説」にも、本作品のキャラクターがゲスト出演している回がある。

## あらすじ
佐々木光太郎は、高校生の娘を持つ中年のサラリーマン。妻に先立たれ、娘が非行に走ってしまわないかと心配するあまり、常軌を逸した行動に出てしまう。
一方、心配症の父を持つ典子は、父の心配など必要ないほど、よくできた娘。彼氏の北野くんも、近年まれにみる好青年であり、清い交際を続けている。ところが、父の心配症は、ますますエスカレートして、友人・知人を巻き込んだ、異常な大騒動を繰りひろげる。

## 登場人物
※演の記述は、テレビドラマ版の表記

### 主要人物
佐々木 光太郎（ささき こうたろう）
演 - 大地康雄
本作の主人公で、典子の父親。通称「パピィ」。フルネームと強烈な性格は、連載時に設定された。
妻に先立たれ、一人娘を大事に想うあまりに異常なほどの心配症になり、常識外れの変態的な行動に出ることが多い。娘に近づく男（特に北野くん）には容赦しない。だが、北野くんに対してはどんなに痛めつけても典子を一途に愛してくれる事に感謝している部分もあるようである（作中では誤魔化していたが）。また、安井さんに惚れてからは例え患者だろうと彼女に近づく男には容赦しない。
空回りもあるが、基本的には物事に一生懸命に取り組む真面目な性格。娘や亡き妻、北野くんからは慕われている。また、『ちびまる子ちゃん』との合作でまる子と出会った時には（変態的かつ強引ではあったが）優しく接し、典子の幼少時の頃を思い返していた（デパートで呼び出された時、「淀川区から来た」と言われているため、淀川区出身と思われる）。
特技は変装だが、決して眼鏡をはずす事はない為、素顔は謎。説得力があり、テレビの教育討論番組に出演を依頼されたり、バレンタインデーにはPTAの特別役員として保護者達を言葉巧みに丸め込み、チョコを貰えない男子達をも扇動して北野くんやチョコを受け取った他の男子達からチョコを奪った。また、騙されやすいところがあり、幼少の頃から色々騙されてきた事から毎年4月1日には警察に必ず電話し、騙されないように警戒心を強めている。
最終回では、晴れて安井さんと再婚を果たした。
好きな歌手は天地真理。好きな唄は舟木一夫の高校三年生。好きな食べ物はすきやき、きつねうどん、酢豚。シャンプーは牛乳石鹸を使っている。係長を目指している。北野を闇に葬るのが夢。
佐々木 典子（ささき のりこ）
演 - 持田真樹
本作のヒロインで、光太郎の娘。今時珍しい、とてもよくできた性格の高校生。父親の心配症ぶりに苦労しているが、心底嫌っておらず、父のことは誰よりも慕っている。北野くんとは清い関係の恋人同士。父の代わりに家事をこなしている。
9月13日生まれ。身長156cm、体重は秘密。好きな俳優はスティーブ・マックイーン。ハンカチコレクションをしている。漫画はたまにコミックスを買う程度。ショートヘアにも憧れている。今欲しいものは自転車。とにかく父の心配症が治る方法が欲しい。
まともなキャラだったが、連載終了後の「あーみんの好き放題劇場」では、作者に「唯一まともでいられた典子が一番の変人」と言われた。
北野（きたの）
演 - 国分太一
典子の彼氏。比較的まともな青年だが、光太郎の嫌がらせでいつもデートの邪魔をされている。典子が財閥の御曹司（後述）とデートすることになった際に光太郎に助けを求められたり、窮地に立たされた場合は光太郎と絶妙のコンビネーションを発揮したりと、少しずつではあるが仲良くはなっている。典子への愛は本物で、光太郎の心配症すら上回るレベルである。時としてその行動が異常となることがあり、光太郎ですらドン引きさせる程。
いつも名字で呼ばれており、名は最後まで不明だったが、持っていた万年筆には「T.KITANO」としめされていた。ドラマ版では、「北野 司（きたの つかさ）」と設定されている。
好きな歌手は小林麻美。好きな音楽はサザンオールスターズ、ビリー・ジョエル。漫画が好きで、少女漫画も結構好きな方。ラジオはたまに聞く。好きな食べ物は肉まん、チョコパフェ、お好み焼き。勉強は嫌いで、苦手なものは朝、テスト（テスト前はいつも典子に教えてもらってる）、光太郎。
北野という名は、自身の出身高校である大阪府立北野高等学校から取った。

### 光太郎達の周辺の人物
片桐（かたぎり）
典子と北野くんが所属するサッカー部のキャプテン。初登場では比較的まともな人物だったが、早い段階から変人化する。御曹司で性格が悪くワガママであり、実力や人望でなくその性格に根負けした周囲に渋々認められてキャプテンに就任した様である。光太郎に他の部員と一緒に性犯罪者扱いされた事がある。一重とたらこ唇が特徴。母親からは「ミッシェル」と呼ばれている。
終盤では2度も無免許運転を行い、その度に警察に捕まっていた（主に福永が通報している）。
安井 智恵子（やすい ちえこ）
演 - 美保純
課長が紹介した光太郎のお見合い相手で、もう一人のヒロイン。職業は看護師。天然ボケとおっとりした性格で目の前で起こる変態な出来事にも物怖じせず、時には大胆かつエキセントリックな行動に出る。
最終回で晴れて光太郎と結婚し、典子の義母となった。
安井 守（やすい まもる）
智恵子の一人息子。素直で優しい性格で、光太郎からは時に虐待に近い扱いを受けることもあるが、話が進むごとに実の親子にも劣らない確固たる絆を築いていった。典子や北野にも懐いている。
初登場時は亡くなった父が伊賀忍者の子孫で、自身は忍者の末裔だった。学校ではいじめられていたが、それを見かねた光太郎に庇ってもらったことがある。なお、忍者という設定は当時の担当編集者のアイディアである。
最終回で晴れて母と光太郎が結婚したことで、典子の義弟になった。
寝棺 竹子（ねかん たけこ）
光太郎のおばさんが紹介した光太郎の最初のお見合い相手。未亡人で体が病弱。よく血を吐くが本当に死にそうになった事はない。
その後も息子と共に時々登場してくる。
寝棺 一郎（ねかん いちろう）
寝棺さんの一人息子。中学生。不良であるが、母親思い。トレードマークのリーゼントは自由自在に動き、物を掴んだりバレーボールができる等と変幻自在。

### 光太郎の会社の関係者
緒方（おがた）
光太郎のライバル。見た目はナイスミドルだが、中身は変態。光太郎と一緒のときに自身が危機に陥ると光太郎を巻き込もうとする。
緒方 ひろみ（おがた ひろみ）
緒方の娘で、典子の知り合い。ぶりっ子口調で、何かにつけて父親の自慢になっていない自慢をする。
課長
光太郎の上司。光太郎の変態ぶりには悩まされているものの、光太郎に見合いの話を持ってくるなど、部下思いの性格。バーコード形のハゲ頭は時折『ペン刺し』扱いされ、出血する。
丸閥 三角（まるばつ さんかく）
丸閥商事の社長の息子。会社見学に訪れた際、光太郎の忘れ物を届けに来た典子を見かけて気に入り、デートに誘う。二枚目だが女性社員達には、かなりの遊び人と噂されている。

### 主要人物の親族・関係者
佐々木家
佐々木 静子（ささき しずこ）
光太郎の妻で、典子の母。故人。光太郎とは大学時代に知り合ったが、体が弱かったらしい。
光太郎の父
田舎に住む典子の父方の祖父。光太郎から「お父様」と呼ばれている。光太郎同様に分厚い眼鏡をかけており、彼以上の心配症。他にも妻、親戚のおばさんといったそっくりな身内がいる。
北野家
北野の兄
なかなかの美形だが、変わり者で軟派な性格。初登場の時にズボンを履かない格好だった。ロン毛でサングラスが特徴。
北野夫妻
演 - 石井苗子（北野の母）
父は冷静な性格で、安井さんと同じく目の前で起こる変態な出来事にも物怖じせず、家族の中では比較的常識人。また、北野からも称賛される程の愛妻家であり、自宅に立て籠った脱獄犯が妻を襲った時はプロレスラーに扮して妻を守った。
母は北野とそっくりな容姿の女性だが、息子の北野を攻撃する光太郎と対峙することが多い。
えりか
北野のいとこの少女。守とはお互い一目惚れし、仲良しになった。
片桐家
片桐夫妻
光太郎の会社の取引先の社長とその夫人。息子の片桐キャプテンを甘やかしている。息子同様金持ち特有の自慢をする。
息子のたらこ唇は父親、一重の目元は母親譲りである。
福永（ふくなが）
片桐家に仕える謎の爺や。たまに片桐家の人間をバカにするような発言をしたりする毒舌家な面がある。常に無表情かつ神出鬼没で、いつも余計なトラブルを引き起こす。
分身したり、水面に立つことが出来る。片桐がシリアスな場面で空気の読めない言動を取った場面で殴りつけるといった見方によっては良識的な面もある（殴った直後に「虫です」と誤魔化した）。

### その他の人物
花園 るり子（はなぞの るりこ）
光太郎の父が見合い写真で持ってきた熊滝村（架空の村）に住んでいる女性。村の子供を大蛇から守るために出来た勇敢な傷が額にある。写真だけの登場なもののインパクトが強い。
青山（あおやま）
安井さんが勤める病院の院長。独身で安井さんに片思いをしている。キザであり、なぜか女言葉を使う。光太郎のことを良く思っておらず、嫌味を言ったり嫌がらせを仕掛けては、光太郎からしっぺ返しを喰らう。
ハッピーしあわせ協会アジア支部の森本
七色の光にふれると幸せになれるというマバンヤ様を崇拝する謎の宗教団体『ハッピーしあわせ協会』に所属している。品の良いセールストークで近づいてきたが、光太郎の暴力に対し「ちっ、ちきしょう！マバンヤ様にいいつけてやる！」と捨て台詞を吐く。
レゲエのタミさん
貧乏親子の家のタンスに月30円の家賃で住んでいる。
時間をあやつる男
バミューダトライアングルにてタイムスリップした光太郎一行を救うために集められた超能力者の一人。他人を刺し殺すことでその人間の時間を止める。
謎の超能力者
バミューダトライアングルにてタイムスリップした光太郎一行を救うために集められた超能力者の一人。インド人のような風貌。まともな能力はあるものの、全国のお父さん達と一緒に光太郎達に念力を送る際、キャバレーのるみちゃんのことを思い出し、袋叩きにされた。
トーマスさんと犬のリンリン
会社の金を強奪された光太郎が犯人の似顔絵として描いた絵の人物とその飼い犬。光太郎自身の目撃した犯人の特徴とすら全く似ていないが、すぐ近くに実在して散歩していたため犯人扱いされ殴られる。
エンマさま
あの世の管理者。光太郎をあの世に来たら大きな迷惑になる危険人物としてマークしているが、最終回の一話前にコンピューターが故障し、変質者に襲われた上、片桐の危険運転で轢き殺される形で光太郎を死なせてしまう。葬式の最中で気付き、慌てて現世で永久に生きててもらおうと生き返らせた。
笹口（ささぐち）
最終回で安井さんと晴れて再婚する事になった光太郎が、挙式する結婚式場の支配人にして司会を務めた。
だが、性格は残忍で、かつて昔の恋人の披露宴に乗り込み、新郎新婦及び出席者全員を殺害。現場となった式場を格安で勧め、遺体を片付けしたものの片付け切れずにウェディングケーキに混ぜ、顰蹙を買う。
まる子
『ちびまる子ちゃん』との合作の際に登場。光太郎とは知り合いという設定。
夏休みの昆虫採集の宿題のためにデパートに行き、偶然出くわした光太郎と同行したために、変態ギャグ漫画の世界に巻き込まれる。本人に直接危害は及ばなかったが、光太郎に置き去りにされて迷子になり、危うく家に帰れなくなるところだった。
あーみん
漫画の原作者として劇中にたびたび登場する。暗い性格で「壁の中から声がする〜」など不気味な歌を歌う。一日2分だけまともになるらしい。
『ちびまる子ちゃん』との合作の際はさくらももこと共にサイン会を開いており、光太郎はまる子に「まるちゃんはああいう大人になってはダメだよ」と忠告していた。
山田 英樹（やまだ ひでき）
本作連載当時のりぼん編集長であり、こちらも劇中にたびたび登場した。とても商業誌に掲載出来ないようなタブーネタが出てきた際に強制終了させたり、担当替えをしてくれと泣きついてくるあーみんの担当編集者を「運命だよ」と諭したりしていた。

### ドラマ版のみ登場
佐々木 奈々（ささき なな）
演 - 有田気恵
ドラマオリジナルキャラクター。典子の妹。

## 元ネタ
あーみん作品には数々の漫画やテレビの影響を受けたネタが存在する。代表的なのは特撮番組『超人バロム・1』。

### 『超人バロム・1』より
クチビルゲ
シンデレラの回で、意地悪な姉(長女)・パピィ(光太郎)が意地悪な姉(次女)・キャピィ（片桐）のたらこ唇を罵って言った言葉。
元ネタはバロム・1に登場する怪人の名前。
ヤゴヤゴヤーゴの子守唄
寝付けない北野を寝かせるために光太郎が歌った不気味な子守唄。
元ネタはバロム・1に登場した怪人『ヤゴゲルゲ』が歌った「ヤゴゲルゲの子守唄」（ドナドナが元になっている）。
マッハロッド
片桐キャプテンが無免許で運転していた西ドイツ製の車。ボンネットにはたらこ唇がデザインされており、車体が長すぎてカーブを曲がりきれなく事故を起こし、光太郎を轢き殺してしまう。
元ネタはバロム・1の愛車『マッハ・ロッド』。

## テレビドラマ
火曜ドラマ「お父さんは心配症」（朝日放送制作 テレビ朝日系）
1994年4月12日 - 5月17日 毎週火曜20:00 - 21:00（JST）全5回

### 主要キャスト
- 大地康雄
- 持田真樹
- 国分太一
- 美保純
- 石井苗子

### 他キャスト
- 森下哲夫
- 平塚奈々
- 岡本夏生
- 有田気恵
- 田山真美子（最終話ゲスト）ほか

### スタッフ
- 企画：大熊邦也（ABC）
- 脚本：桃井章、清水喜美子
- 演出：辻理
- 技術協力：オーエイギャザリング
- 美術協力：山崎美術
- 編集：共同テレビジョン編集センター
- プロデューサー：郷田美雄（ABC）、浦井孝行・市川秀喜（国際放映）
- 制作：ABC、国際放映

### 楽曲
- OP： 藤重政孝「愛してるなんて言葉より…」（作詞：藤重政孝、作曲・編曲：野中則夫）
- ED： 猪島庄司「もう一度」（作詞：高杉碧、作曲：猪島庄司）

### サブタイトル
| 各話  | 放送日        | サブタイトル     |
| ----- | ------------- | ---------------- |
| 第1話 | 1994年4月12日 | 大騒動の我が家!  |
| 第2話 | 1994年4月19日 | 恋はポケベルで!? |
| 第3話 | 1994年4月26日 | 愛の言葉はABC    |
| 第4話 | 1994年5月3日  | 初めてのキッス   |
| 第5話 | 1994年5月10日 | 離れたくない!    |

### ネット局
| 放送対象地域  | 放送局           | 系列           | 備考                      |
| ------------- | ---------------- | -------------- | ------------------------- |
| 近畿広域圏    | 朝日放送         | テレビ朝日系列 | 制作局 現・朝日放送テレビ |
| 関東広域圏    | テレビ朝日       | テレビ朝日系列 |                           |
| 北海道        | 北海道テレビ     | テレビ朝日系列 |                           |
| 青森県        | 青森朝日放送     | テレビ朝日系列 |                           |
| 宮城県        | 東日本放送       | テレビ朝日系列 |                           |
| 秋田県        | 秋田朝日放送     | テレビ朝日系列 |                           |
| 山形県        | 山形テレビ       | テレビ朝日系列 |                           |
| 福島県        | 福島放送         | テレビ朝日系列 |                           |
| 新潟県        | 新潟テレビ21     | テレビ朝日系列 |                           |
| 長野県        | 長野朝日放送     | テレビ朝日系列 |                           |
| 静岡県        | 静岡朝日テレビ   | テレビ朝日系列 |                           |
| 石川県        | 北陸朝日放送     | テレビ朝日系列 |                           |
| 中京広域圏    | 名古屋テレビ     | テレビ朝日系列 |                           |
| 広島県        | 広島ホームテレビ | テレビ朝日系列 |                           |
| 山口県        | 山口朝日放送     | テレビ朝日系列 |                           |
| 香川県 岡山県 | 瀬戸内海放送     | テレビ朝日系列 |                           |
| 福岡県        | 九州朝日放送     | テレビ朝日系列 |                           |
| 長崎県        | 長崎文化放送     | テレビ朝日系列 |                           |
| 熊本県        | 熊本朝日放送     | テレビ朝日系列 |                           |
| 大分県        | 大分朝日放送     | テレビ朝日系列 |                           |
| 鹿児島県      | 鹿児島放送       | テレビ朝日系列 |                           |

### 補足
当初は全8回の放送予定だったが、視聴率不振と、制作費が掛かり赤字となった為、全5回へ短縮された。